# San José del Guaviare
San José del Guaviare est une ville colombienne, chef-lieu du département de Guaviare. Elle a une altitude de 175 m et se trouve à 400 km au sud-est de Bogota. Sa population est de 59 446 habitants (70 019 dans toute la région). En 1976, elle a obtenu le statut de municipalité et sa population n'a cessé de croître depuis lors. Le département a été marqué par la violence et les cultures illicites en Colombie, mais les efforts du gouvernement ont permis à ses habitants de se concentrer de plus en plus sur les activités agricoles et d'élevage.
Elle est traversée par la rivière Guaviare.

## L'économie
L'économie du Guaviare est principalement basée sur l'agriculture : bananes, manioc, cacao, canne à miel et caoutchouc. La pêche et l'élevage sont également des secteurs fondamentaux de l'économie du département. Les principaux produits artisanaux sont les balais et les brosses en fibre de palmier chiquichiqui et d'autres produits artisanaux fabriqués principalement par les indigènes Nukak.